# Eunidia subflavoapicata
Eunidia subflavoapicata là một loài bọ cánh cứng trong họ Cerambycidae.